# Dampskib
Et Dampskib (forkortes D/S, S/S eller SS for det engelske steamship, også kaldet dampbåd eller damper) er et skib, som drives helt eller delvist af en dampmaskine.

## Historie
Den tanke at anvende mekaniske midler til fremdrivning af skibe er af meget gammel dato. Appius Claudius skal således allerede 263 f.Kr. have benyttet skovlhjul som fremdrivningsmiddel for skibe, og i 1543 skal spanieren Blasco de Garay have bygget et skib med skovlhjul, som bevægedes ved menneskekraft. Men først langt senere blev, ved opfindelsen af dampmaskinen, den til fremdrivning af skibe nødvendige drivkraft fundet. Udviklingen af dampskibe er derfor nøje knyttet til udviklingen af dampmaskinen. Efter, at Savery i 1698 havde opfundet sin dampmaskine, forsøgte Denis Papin at anvende dampkraft til at bevæge skibe, og det fortælles, at han september 1707 skal have foretaget en fart på Fulda-floden fra Kassel til Münden med et hjuldampskib; dog har dette ved nyere undersøgelser vist sig ikke at være rigtigt. Andre opfindere arbejdede videre på spørgsmålet: i 1736 udtog englænderen Jonathan Hull således patent på at anvende Thomas Newcomens dampmaskine som drivkraft for skovlhjul i skibe, og i Frankrig udførte Jouffroy 1787, assisteret af Auxiron og Périer, vellykkede forsøg med et mindre dampskib. I England besejlede Patrick Miller 1788 Firth of Forth-floden med en lille dobbeltbåd, der blev drevet af en atmosfærisk dampmaskine på 2 hk, bygget af William Symington, men kort tid efter opgav Miller at føre sagen videre. I Amerika foretog mænd som William Henry, John Fitch, James Rumsey, Nathan Read og Oliver Evans ret omfattende forsøg med dampskibe af forskellige konstruktioner og opnåede dermed gode resultater. Fitchs første forsøgsbåd fra 1786 blev bevæget ved dampdrevne årer, senere forandredes og forbedredes konstruktionerne, og 1790 var han så vidt, at han kunne sætte en dampbåd i fart på Delawarefloden, men af mangel på interesse for sagen måtte farten hurtig indstilles.
Det første dampskib, hvormed der i praksis opnåedes gode resultater, var bugserbåden "Charlotte Dundas", der i 1802 blev sat i drift på Clyden. Skibet med maskineri var bygget af Symington til lord Dundas, det var forsynet med hækhjul og en dobbeltvirkende Watt-dampmaskine, som kunne give skibet en fart af 3,25 knob med to flodbåde på slæb. I 1803 påbegyndte amerikaneren Robert Fulton forsøg med en dampbåd på Seinen og fortsatte senere forsøgene i Amerika. Han udviklede efterhånden sin konstruktion så vidt, at han i oktober 1807 med dampskibet "Clermont" kunne foretage en meget vellykket prøvefart på Hudson-floden fra New York til Albany. Skibet havde en længde af 42,7 m, en bredde af 4,6 m og var forsynet med skovlhjul på begge sider, ved hjælp af hvilke det kunne gøre en fart af 4 knob. Maskineriet var af Watt’s konstruktion og bygget i England på Boulton og Watt’s fabrik, det udviklede 20 hk og bevægede skovlhjulene med en hastighed af 20 omdrejninger i minuttet. Efter prøvefarten blev skibet straks sat i regelmæssig drift som fragt- og passagerskib, og den praktiske dampskibsfart var hermed begyndt. Man giver derfor i almindelighed Fulton æren for at være grundlæggeren af dampskibsfarten trods de talrige betydningsfulde forsøg med dampskibe, der tidligere var udført af andre opfindere.
Samtidig med Fulton havde amerikaneren John Stevens i forening med sin søn Robert Stevens arbejdet på udviklingen af dampskibe og udført flere geniale konstruktioner: han skal således allerede i 1804 have anvendt skruen som fremdrivningsmiddel for et mindre dampskib, uden at dette dog før 32 år senere fik nogen egentlig praktisk betydning. Fulton’s resultater fik en sådan succes, at der allerede 1812 var over 50 dampskibe i drift på amerikanske floder. Samme år blev det engelske dampskib "Comet", bygget af John Wood & Co. til Henry Bell, sat i regelmæssig fart mellem Glasgow og Greenock. I 1819 foretog det amerikanske skib "Savannah", forsynet med hjælpedampmaskine, men for øvrigt rigget som sejlskib, den første rejse over Atlanterhavet. På hele rejsen fra New York til Liverpool, der varede ca. 29 dage (707 timer), benyttedes dampmaskinen dog kun i 80 timer, mens resten af rejsen foretoges under sejl, og først langt senere, i 1838, foretog det engelske dampskib Sirius rejsen fra Europa til Amerika udelukkende ved dampkraft i en tid af 15 dage. I Sverige byggedes 1818 to mindre dampskibe, og 1819 fik Danmark sin første damper, "Caledonia", der gik som postdamper mellem København og Kiel. Nogle år senere (1827) fik Norge damperne "Constitution" og "Prins Carl". De første dampskibe var alle hjuldampere og indrettede til at føre sejl. Navnlig for søgående skibe varede det længe, inden man opgav sejlrejsningen, og endnu længere, inden man opgav de skibsformer, der passede for et sejlskib, og gik over til former, som bedre egnede sig for dampdrevne skibe.
Et vigtigt afsnit i dampskibenes historie var indførelsen af skruen som fremdrivningsmiddel. Som tidligere nævnt havde amerikaneren John Stevens allerede i 1804 forsøgsvis bygget et dampskib med skrue, og 1829 havde Josef Ressel i Triest gjort yderligere vellykkede forsøg med skibsskruen, men først flere år efter lykkedes det englænderen P. Smith og svenskeren John Ericsson at udvikle konstruktionen af skruen så vidt, at den kunne indføres i den praktiske dampskibsfart. Begge Opfindere anstillede deres første forsøg i England og udtog patenter i 1836, men mens Smith førte sagen videre her, rejste Ericsson til Amerika, hvor det lykkedes ham at få sine ideer gennemført.
Efterhånden vandt skruen mere og mere indpas og blev med tiden på det nærmeste enerådende og kun undtagelsesvis anvendes i nyere tid skovlhjul som fremdrivningsmiddel i dampskibe. Af andre fremdrivningsmidler, som forsøgsvis har været anvendt, dog hidtil uden at få nogen egentlig praktisk betydning, må nævnes strålepropellen og den af den danske ingeniør Vogt opfundne pendulpropel. Som fremdrivningsmiddel for floddampere benyttes undertiden kædetræk. Indtil omkring 1840 var alle søgående dampskibe byggede af træ, men efter den tid byggedes flere og flere dampskibe af jern; senere (fra omkring 1875) gik man over til at anvende stål som skibsbygningsmateriale, og i det 20 århundrede var så godt som alle dampskibe byggede af stål.
Fra omkring 1. verdenskrig blev dampskibene efterhånden i stigende grad fortrængt af motorskibe. Dette gælder særlig fragtskibe og småfartøjer, hvor man mere og mere gik over til at anvende forbrændingsmotoren som drivkraft i stedet for dampmaskinen, fordi den er lettere, mere økonomisk og kræver mindre betjening. Dog længe var især den overvejende del af alle større skibe fortsat dampskibe og samtlige store krigs- og passagerskibe forsynede med dampmaskineri.

## Dampskibstyper
Dampskibenes byggemåde og udrustning varierede meget efter det formål, hvortil de skulle anvendes, der fandtes fx passagerdampskibe, fragtdampskibe, isbrydere, dampfærger, bjergningsdampere, bugserdampere, kabeldampere, fiskedampere (damptrawlere) og tankdampere.

## Dampskibenes fart og fragtevner
Hastigheden, hvormed skibene drives frem, var siden indførelsen af dampskibene forøget meget. Almindelige fragtdampere kunne gå 8-10 knob i timen, passagerdampere fra 10 knob op efter til 26 knob. De hurtigste passagerdampere, der gik over Atlanterhavet, de engelske dampere "Mauretania" og "Lusitania", havde en gennemsnitshastighed under overfarten af 25-26 knob og kunne fuldføre rejsen fra England til Amerika i 4½ døgn. De hurtigste krigsskibe kunne løbe indtil 37 knob, og der fandtes krydsere med maskinanlæg på indtil 120.000 hk. I skibe med så store maskinanlæg anvendtes dampturbinen og ikke stempel-dampmaskinen som fremdrivningsmaskine.
Dampskibenes størrelse forøgedes stadig. Det største dampskib efter 1. verdenskrig var det tyske skib "Vaterland" med en længde af 290 m, en bredde af 30,5 m, en dybgang på 11,3 m, en højde af 40 m fra kølens underkant til øverste brodæk, et deplacement på 61.000 t, et maskineri på 90.000 hestekraft og kunne gøre en hastighed af 23-24 knob. Skibet var indrettet såvel til transport af passagerer som gods og kunne foruden 12.000 t last og en besætning på 1.235 mand medføre ca. 4.000 passagerer.
I Danmark var på samme tid det største dampskib "Det forenede Dampskibsselskab"s damper "Frederik VIII", der havde en længde af 165 m, en bredde af 18,9 m, en dybgang på 8,5 m, en højde af 24 m, et deplacement på 18.000 t, et maskineri på 11.000 hk og kunne gøre en hastighed af ca. 17 knob. Det var bygget til fart mellem København og New York og kunne foruden lasten medtage ca. 1.250 passagerer.

## Kendte dampskibe
- Caledonia var det første dampskib i Danmark.
- Hjejlen, der siden 1861 har sejlet på Silkeborgsøerne, er det ældste dampskib i drift med den oprindelige dampmaskine.
- Savannah krydsede Atlanterhavet som den første (dog kun 90 timer ud af 707 med damp[1]).
- Sirius var det første dampskib, der krydsede Atlanterhavet udelukkende med dampkraft.
- Skandia var det første skib fra A/S Dampskibsselskabet af 1866 (Det nuværende BornholmerFærgen).
- RMS Titanic bygget i Belfast ejet af White Star Line. ramte på sin jomfrurejse, 14. april 1912, et isbjerg ca. 400 km sydøst for Newfoundland.
- RMS Lusitania bygget i Clydebank og ejet af Cunard Line, blev sænket af den tyske ubåd U 20 ca. 18 km fra Sydirland i en dybde på 93 m.[2]
- RMS Queen Mary. bygget i Clydebank og ejet af Cunard Line, er nu et hotel i Long Beach.
- HMHS Britannic, bygget i Belfast af Harland & Wolff og ejet af White Star Line, sank d. 21 november 1915 efter at havet ramt en undersøisk mine ved den græske ø Kea. Det var søsterskip til Titanic
- RMS Olympic, bygget i Belfast af Harland & Wolff og ejet af White Star Line. Var søsterskib til Titanic.